# Wetar-Zwergohreule
Die Wetar-Zwergohreule (Otus tempestatis) ist eine Eulenart aus der Gattung der Zwergohreulen. Sie bewohnt ausschließlich die Insel Wetar, die zu den Kleinen Sundainseln gehört.

## Beschreibung
Die sehr kleine Eule hat eine Länge von 19 bis 20 Zentimetern. Die häufigere rotbraune Morphe ist oberseits stark gestrichelt, die Brust hell zimtfarben mit orangefarbener Zeichnung und dunklen Schaftstrichen, der Bauch weiß mit zimtfarbener und schwärzlicher Fleckung. Die graue Morphe ist überall fein mit hellen Flecken und dunklen Strichen gezeichnet. Die Augen sind schwefelgelb, der Schnabel schwärzlich, die Federohren kurz und rund. Die gräulich fleischfarbenen Beine sind bis zum Zehenansatz befiedert.
Ursprünglich als Unterart der anders gezeichneten Manado-Zwergohreule (Otus manadensis) beschrieben, galt sie dann als Unterart der größeren Molukken-Zwergohreule (Otus magicus). Der Status einer selbstständigen Art ist nicht bestätigt.

## Lebensweise
Die Wetar-Zwergohreule lebt in Primärwäldern und Sekundärwäldern, auch in sumpfigen Bereichen sowie in Plantagen mit Bäumen. Stimme, Nahrung und Verhalten sind unbekannt.

## Verbreitung
Sie lebt endemisch auf der Insel Wetar. 